# Stanisław Rudrof
Stanisław Rudrof, lub Stanisław Rudroff – doktor prawa, ziemianin, działacz społeczny, 
Poseł do Sejmu Krajowego Galicji VII i VIII kadencji z okręgu Czortków (w 1901 jako kandydat Komitetu Centralnego w kurii gmin wiejskich zwyciężył Antona Horbaczewskiego), dzierżawca oraz właściciel dóbr (Szwajkowce). Członek Rady powiatowej w Czortkowie z grupy większej posiadłości (m.in. w latach 1884, 1885), zastępca prezesa jej Wydziału (m.in. w 1887), prezes jej Wydziału (m.in. w 1901, 1911). Prezes Wydziału okręgowego w Czortkowie Galicyjskiego Towarzystwa Gospodarskiego we Lwowie, m.in. w 1902. Członek Galicyjskiego Towarzystwa Kredytowego Ziemskiego we Lwowie (m.in. w 1911). Przez pewien czas był prezesem Rady Nadzorczej stowarzyszenia kredytowego Bank zaliczkowy w Czortkowie, m.in. w 1900.